# Sezon snookerowy 2025/2026
Ten artykuł dotyczy trwającego lub niedawnego wydarzenia sportowego. Informacje w nim zamieszczone mogą się zmienić lub zdezaktualizować wraz z postępem zdarzenia. Początkowe doniesienia, wyniki lub statystyki mogą być niepewne. Ostatnie aktualizacje do tego artykułu mogą nie odzwierciedlać najbardziej aktualnych informacji.
Sezon snookerowy 2025/2026 – seria turniejów snookerowych rozgrywanych między 9 maja 2025 a 4 maja 2026.

## Gracze
W sezonie 2025/2026 wezmą udział profesjonalni zawodnicy, z czego 64 zawodników z rankingu na koniec poprzedniego sezonu. Kolejne 32 miejsca obsadzone są przez zawodników, którzy otrzymali kartę gry na okres 2 lat. Cztery kolejne miejsca uzupełniają najlepsi gracze z rankingu obejmującego tylko jeden sezon, którzy nie zakwalifikowali się do gry z innej listy, osiem miejsc dla najlepszych zawodników z Q School, cztery miejsca dla zawodników z Q School Azji i Oceanii, cztery miejsca zawodnicy z Q Tour, dwie zawodniczki z World Women’s Snooker Tour, i kolejne dwa dla zawodników z chińskiej serii CBSA China Tour. Reszta miejsc dla zawodników z turniejów amatorskich i nominowanych dziką kartą.
| Mistrzowie kontynentalni 1. WSF Championship 2025 (WSF): Gao Yang 2. WSF Junior Championship 2025 (WSF): Leone Crowley 3. Mistrzostwa Europy 2025 (EBSA): Michał Szubarczyk 4. Mistrzostwa Europy U-21 2025 (EBSA): Julian Bojko 5. Mistrzostwa Azji i Pacyfiku 2025 (APSBF): Chang Bingyu 6. Mistrzostwa Panamerykańskie 2024 (PABSA): Sahil Nayyar 7. Mistrzostwa Afryki 2025 (ABSC): Mahmoud El Hareedy Ranking jednoroczny 1. Ross Muir 2. Jiang Jun 3. Louis Heathcote 4. Liam Graham Nowy zawodnik z rankingiem 1. Zhao Xintong Q Tour 1. Dylan Emery 2. Steven Hallworth 3. Liam Highfield 4. Florian Nüßle CBSA China Tour 1. Yao Pengcheng 2. Lan Yuhao | World Women’s Snooker Tour 1. Ng On Yee 2. Reanne Evans Q School 1. Liam Pullen 2. Oliver Brown 3. Alexander Ursenbacher 4. Mateusz Baranowski 5. David Grace 6. Ian Burns 7. Fergal Quinn 8. Connor Benzey Q School Azja i Oceania 1. Chatchapong Nasa 2. Liu Wenwei 3. Xu Yichen 4. Zhao Hanyang Specjalne nominacje 1. Jimmy White 2. Marco Fu Wyjątek medyczny 1. Sam Craigie |

## Kalendarz
Kalendarz potwierdzonych najistotniejszych (w szczególności rankingowych) turniejów snookerowych w sezonie 2025/2026.

| Daty       | Daty       | Gospodarz         | Nazwa turnieju              | Miejsce                                   | Miasto     | Zwycięzca       | Finalista         | Wynik |
| od         | do         | Gospodarz         | Nazwa turnieju              | Miejsce                                   | Miasto     | Zwycięzca       | Finalista         | Wynik |
| ---------- | ---------- | ----------------- | --------------------------- | ----------------------------------------- | ---------- | --------------- | ----------------- | ----- |
| 2025-06-30 | 2025-07-23 | Anglia            | Championship League Snooker | Mattioli Arena                            | Leicester  | Stephen Maguire | Joe O’Connor      | 3-1   |
| 2025-07-28 | 2025-08-03 | Chiny             | Shanghai Masters            | Shanghai Indoor Stadium                   | Szanghaj   | Kyren Wilson    | Allister Carter   | 11-9  |
| 2025-08-10 | 2025-08-14 | Chiny             | World Games                 | Civil Aviation Flight University of China | Chengdu    | Xiao Guodong    | Michael Georgiou  | 2-1   |
| 2025-08-08 | 2025-08-16 | Arabia Saudyjska  | Saudi Arabia Masters        | Green Halls                               | Dżudda     | Neil Robertson  | Ronnie O’Sullivan | 10-9  |
| 2025-08-24 | 2025-08-30 | Chiny             | Wuhan Open                  | Optics Valley Gymnasium                   | Wuhan      | [[]]            | [[]]              |       |
| 2025-09-15 | 2025-09-21 | Anglia            | English Open                | Brentwood Center                          | Brentwood  | [[]]            | [[]]              |       |
| 2025-09-22 | 2025-09-28 | Anglia            | British Open                | The Centaur                               | Cheltenham | [[]]            | [[]]              |       |
| 2025-10-07 | 2025-10-13 | Chiny             | Xi’an Grand Prix            |                                           | Xi’an      | [[]]            | [[]]              |       |
| 2025-10-19 | 2025-10-26 | Irlandia Północna | Northern Ireland Open       | Waterfront Hall                           | Belfast    | [[]]            | [[]]              |       |
| 2025-11-02 | 2025-11-09 | Chiny             | International Championship  |                                           |            | [[]]            | [[]]              |       |
| 2025-11-10 | 2025-11-16 | Anglia            | Champion of Champions       | Mattioli Arena                            | Leicester  | [[]]            | [[]]              |       |
| 2025-11-29 | 2025-12-07 | Anglia            | UK Championship             | Barbican Centre                           | York       | [[]]            | [[]]              |       |
| 2025-12-10 | 2025-12-13 | Anglia            | Shoot Out                   | Tower Circus                              | Blackpool  | [[]]            | [[]]              |       |
| 2025-12-15 | 2025-12-21 | Szkocja           | Scottish Open               | Meadowbank Sports Centre                  | Edynburg   | [[]]            | [[]]              |       |
| 2026-01-11 | 2026-01-18 | Anglia            | Masters                     | Alexandra Palace                          | Londyn     | [[]]            | [[]]              |       |
| 2026-01-26 | 2026-02-01 | Niemcy            | German Masters              | Tempodrom                                 | Berlin     | [[]]            | [[]]              |       |
| 2026-02-03 | 2026-02-08 | Hongkong          | World Grand Prix            | Kai Tak Sports Arena                      | Hongkong   | [[]]            | [[]]              |       |
| 2026-01-02 | 2026-02-11 | Anglia            | Championship League         | Mattioli Arena                            | Leicester  | [[]]            | [[]]              |       |
| 2026-02-16 | 2026-02-22 | Anglia            | Players Championship        | Telford International Centre              | Telford    | [[]]            | [[]]              |       |
| 2026-02-23 | 2026-03-01 | Walia             | Welsh Open                  | Venue Cymru                               | Llandudno  | [[]]            | [[]]              |       |
| 2026-03-16 | 2026-03-22 | Chiny             | World Open                  |                                           |            | [[]]            | [[]]              |       |
| 2026-03-30 | 2026-04-05 | Anglia            | Tour Championship           | Manchester Central                        | Manchester | [[]]            | [[]]              |       |
| 2026-04-18 | 2026-05-04 | Anglia            | Mistrzostwa Świata          | Crucible Theatre                          | Sheffield  | [[]]            | [[]]              |       |

| Turnieje rankingowe                        |
| Inne turnieje, nierankingowe               |
| Turnieje profesjonalno-amatorskie (Pro-am) |

## Nagrody pieniężne w turniejach rankingowych
| Nazwa turnieju               | O 144 | O 128 | O 112 | O 96 | O 80 | O 64 | O 48 | O 32 | O 24 | O 16 | O 12 | Ćwierćfinał | O 6 | Półfinał | Finalista | Zwycięzca |
| ---------------------------- | ----- | ----- | ----- | ---- | ---- | ---- | ---- | ---- | ---- | ---- | ---- | ----------- | --- | -------- | --------- | --------- |
| Championship League Snooker  | –     | 0     | –     | 1    | –    | 2    | –    | 4    | 5    | 6    | –    | 8           | 9   | 11       | 23        | 33        |
| Saudi Arabia Snooker Masters | 2     | –     | 4     | –    | 7    | –    | 11   | 20   | –    | 30   | –    | 50          | –   | 100      | 200       | 500       |
| Shoot-Out                    | –     | 0,25  | –     | –    | –    | 0,5  | –    | 1    | –    | 2    | –    | 4           | –   | 8        | 20        | 50        |
| Tour Championship            | –     | –     | –     | –    | –    | –    | –    | –    | –    | –    | 20   | 30          | –   | 40       | 60        | 150       |

| Nazwa turnieju             | O 112 | O 96 | O 80 | O 64 | O 48 | O 32 | O 16 | Ćwierćfinał | Półfinał | Finalista | Zwycięzca |
| -------------------------- | ----- | ---- | ---- | ---- | ---- | ---- | ---- | ----------- | -------- | --------- | --------- |
| Wuhan Open                 |       |      |      | 4,5  |      | 8    | 12   | 16          | 30       | 63        | 140       |
| English Open               |       | 1    |      | 3,6  |      | 5,4  | 9    | 13,2        | 21       | 45        | 100       |
| British Open               |       |      |      | 3    |      | 6    | 9    | 12          | 20       | 45        | 100       |
| Xi’an Grand Prix           |       |      |      | 5,35 |      | 9,4  | 14   | 22,35       | 34,5     | 76        | 177       |
| Northern Ireland Open      |       | 1    |      | 3,6  |      | 5,4  | 9    | 13,2        | 21       | 45        | 100       |
| International Championship |       |      |      | 5    |      | 9    | 14   | 22          | 33       | 75        | 175       |
| UK Championship            | 2,5   |      | 5    |      | 7,5  | 10   | 15   | 25          | 50       | 100       | 250       |
| Scottish Open              |       | 1    |      | 3,6  |      | 5,4  | 9    | 13,2        | 21       | 45        | 100       |
| German Masters             |       | 1    |      | 3,6  |      | 5,4  | 9    | 13,2        | 21       | 45        | 100       |
| World Grand Prix           |       |      |      |      |      | 10   | 15   | 20          | 35       | 80        | 180       |
| Players Championship       |       |      |      |      |      |      | 15   | 20          | 35       | 70        | 150       |
| Welsh Open                 |       | 1    |      | 3,6  |      | 5,4  | 9    | 13,2        | 21       | 45        | 100       |
| World Open                 |       |      |      | 5    |      | 9    | 14   | 22          | 33       | 75        | 175       |
| Mistrzostwa Świata         | 5     |      | 10   |      | 15   | 20   | 30   | 50          | 100      | 200       | 500       |